# Nové Bránice
Nové Bránice település Csehországban, a Brno-vidéki járásban. Nové Bránice Moravský Krumlov, Trboušany, Dolní Kounice, Ivančice és Moravské Bránice településekkel határos. Lakosainak száma 938 fő (2024. január 1.).

## Népesség
A település lakosságának változását az alábbi diagram mutatja:
| Lakosok száma | 496  | 552  | 569  | 591  | 630  | 696  | 723  | 735  | 700  | 938  |
|               | 1869 | 1900 | 1921 | 1961 | 1980 | 2011 | 2016 | 2019 | 2021 | 2024 |